# Prolaz Kozjak
Prolaz Kozjak je morski tjesnac između otoka Lošinja i 
Kozjaka.
Pruža se u pravcu jugozapad - sjeveroistok.
Sa sjeverozapadne strane ga zatvara otok Lošinj, a otok Kozjak 
s jugoistočne strane.
U njega se može uploviti s jugozapadne strane iz Ilovičkih vrata, odnosno sa sjeveroistočne strane iz Sidrišta Orjule.